# Monique Angermüller
Monique Pöge geb. Angermüller (* 27. Januar 1984 in Berlin) ist eine ehemalige deutsche Eisschnellläuferin.
Bis 2004 startete Angermüller für den Berliner Turn- und Sportclub, anschließend für die Eisbären Juniors Berlin; seit 2010 startet sie für den Eissportverein Berlin ’08. Ihr erster Trainer war Uwe-Michael Hüttenrauch, bei den Eisbären wurde sie von Joachim Franke trainiert. Seit Juni 2006 trainiert sie in der Damen-Nationalmannschaft unter Markus Eicher, Thomas Schubert und Stephan Gneupel.
Bei den Juniorenweltmeisterschaften 2002 in Klobenstein gewann Angermüller die Bronzemedaille über 1500 m und an der Seite von Judith Hesse und Nadine Seidenglanz die Bronzemedaille im Team. Im Mehrkampf belegte sie den 6. Platz (500 m, 1000 m, 1500 m, 3000 m). Seit 2004 startet sie auch im Weltcup. Im Dezember 2005 lief sie in Inzell erstmals unter die Besten 10 (Platz 9 über 500 Meter). Im Gesamtweltcup über 1000 Meter der Saison 2005/06 wurde sie 10. Ihre beste Platzierung erreichte sie mit Katrin Kalex und Lucille Opitz beim ersten Weltcup der Saison 2005/06 im Team (Platz 3 in Calgary) sowie als Fünfte über 1000 Meter im November 2008 in Heerenveen.
Bei den Einzelstrecken-Weltmeisterschaften 2008 in Nagano (Japan) belegte Angermüller die Plätze 12 (1500 m) und 13 (1000 m). In Vancouver erreichte sie bei den Olympischen Winterspielen 2010 über 500 Meter den 11. Platz.
Am 6. März 2010 erreichte Angermüller in Erfurt über 1000 Meter ihren einzigen Weltcup-Sieg. Am 31. Oktober 2014 gab sie das Ende ihrer Karriere aus gesundheitlichen Gründen bekannt.

## Eisschnelllauf-Weltcup-Platzierungen
| Platzierung   | 100 m | 500 m | 1000 m | 1500 m | Team |
| ------------- | ----- | ----- | ------ | ------ | ---- |
| 1. Platz      |       |       | 1      |        |      |
| 2. Platz      |       |       |        |        |      |
| 3. Platz      |       |       | 1      |        | 1    |
| Übrige Top 10 |       | 7     | 14     | 1      | 1    |

(Stand: 6. März 2010)